# Věž Federace
Věž Federace (rusky Деловой комплекс Федерация – Dělovoj kompleks Federacija, anglicky Federation Tower) je dvojice mrakodrapů v Moskvě, které slouží jako kanceláře, hotel a soukromé apartmány. S výškou 374 metrů je to druhá nejvyšší budova Evropy, po Lachta Centr v Petrohradu.

## Komplex
Stavba se nachází v moskevské obchodní čtvrti Moskva-City na pravém břehu řeky a asi 5 km západně od středu města. Celá stavba se skládá ze dvou věží: z vyšší věže Vostok (východ) a nižší věže Zapad (západ), které tvoří většinu využitelných ploch stavby. Obě stojí na společném podstavci. a vyšší věž je rozdělena na 96 pater. Původně plánovaný vysílací stožár, vysoký 450 m, který měl stát mezi oběma věžemi, byl zrušen a základ rozebrán. Stavba je konstruována tak, aby odolala i teroristickému útoku, který by mohl být proveden uneseným letadlem.

## Výstavba
S výstavbou věže podle projektu dvou německých firem se začalo roku 2003 a skončit měla v roce 2014, stavbu celého komplexu provedla ruská firma Mirax Group (nyní přejmenovaná na firmu Potok) a americká Turner Construction Company. Kvůli nedostatku financí byla v roce 2011 stavba přerušena, novým termínem dokončení měl být rok 2013 a 2015. Skutečného dokončení a otevření se dočkala v prosinci 2017.

## Požár
Dne 2. dubna 2012 zachvátil požár 67. patro vyšší budovy. Všichni lidé byli z věže evakuováni. Oheň byl uhašen asi po třech hodinách, nikdo nebyl zraněn.